# Мавзолей Св. Георгия Победоносца в Плевене
Мавзолей Св. Георгия Победоносца - мавзолей-оссуарий в городе Плевен, архитектурный памятник XX века и один из символов города.
Входит в перечень "100 туристических объектов Болгарии".

## Описание
Мавзолей, построенный в неовизантийском стиле в 1903 - 1907 гг. в память о русских и румынских воинах, погибших в ходе осады Плевны во время русско-турецкой войны 1877 - 1878 гг. на пожертвования жителей Болгарии.
В стены здания снаружи вделаны мраморные доски с перечислением участвовавших в осаде русских полков с фамилиями погибших офицеров и числом погибших солдат, а также доска с перечислением участвовавших в осаде румынских частей. В каждом из приделов за стеклом находятся кости солдат, погибших во время осады.